# Zacharias Nordmark
Zacharias Nordmark (även Nordmarck), född 29 oktober (gamla stilen) 1751 i Luleå, död 26 juni 1828 i Uppsala, var en svensk fysiker och astronom.

## Biografi
Nordmark blev student vid Uppsala universitet 1767, avlade lantmäteriexamen 1768 och blev 1769 tillförordnad inspektor för mått och vikt. Han blev filosofie magister i Uppsala 1776, docent i astronomi samma år och observator 1782 samt var professor i fysik 1783–1787 i Greifswald och 1787–1827 i Uppsala, där under tre perioder även var universitetets rektor. Han var ledamot av Vetenskapssocieteten i Uppsala (1784), Vetenskapsakademien (1786) och Krigsvetenskapsakademien (1804). Han var även ledamot av American Philosophical Society i Philadelphia (1822). 

### Familj
Zacharias Nordmark var son till komministern i Luleå Hans Nordmark och hans hustru Maria, född  Plantin. Han gifte sig 1798 med Christina Elisabeth Bergsten (1758–1821). Makarna Nordmark är begravda på Uppsala gamla kyrkogård.

## Verksamhet
Nordmarks författarverksamhet berör samtliga de matematiska vetenskapsgrenarna. Inom den rena matematiken behandlade han bland annat ekvationsteorin, läran om linjer av tredje ordningen och infinitesimalkalkylen. Ingen av hans avhandlingar innehåller dock något resultat av större värde. Hans astronomiska skrifter behandlar främst problem av mer praktisk betydelse, till exempel sättet att bestämma en komets heliocentriska läge och anomalia vera. Inom fysiken ägnade han uppsatser åt frågan om enkla ljusstrålars värme och åt strålbrytningen. I ett presidietal (1808) sysselsatte han sig utförligt med frågan om giltigheten av ändamålsorsaker (causæ finales) inom fysiken och visade genom exempel, att dessa i alla händelser måste med den yttersta försiktighet användas inom vetenskapen. Inom mekaniken ägnade han både teoretiska och praktiska undersökningar åt läran om fluiders motstånd.
Nordmark ledde från 1812 de hydrauliska försöken vid Falu gruva och fann genom de utförda experimenten, att den gamla teorin var i behov av förbättring. I flera avhandlingar, särskilt i Principes d'une nouvelle théorie de la résistance des fluides (Sankt Petersburg 1808), sökte han därför framställa en ny teori, varvid han gav ny form åt uttrycket för friktionen och i utvecklingarna tog särskild hänsyn till krökningsradien för den fasta kroppens buktiga yta. Hans avhandlingar är till större delen införda i Vetenskapsakademiens och Vetenskapssocietetens publikationer. För övrigt presiderade han för ett 70-tal akademiska disputationer.